# Новоцелинное
Новоцелинное — село в Кочковском районе Новосибирской области России. Административный центр Новоцелинного сельсовета.

## География
Площадь села — 86 гектаров.

## История
В 1976 г. Указом президиума ВС РСФСР посёлок центральной усадьбы совхоза «Кочковский» переименован в село Новоцелинное.

## Население
| 2002 | 2007  | 2010  |
| ---- | ----- | ----- |
| 1322 | ↗1362 | ↘1261 |

## Инфраструктура
В селе по данным на 2007 год функционируют 1 учреждение здравоохранения и 3 учреждения образования.